# Jefferson Farfán
Jefferson Agustín Farfán Guadalupe (* 26. Oktober 1984 in Lima) ist ein ehemaliger peruanischer Fußballspieler.

## Karriere

### Vereine

#### Deportivo Municipal / Alianza Lima
Farfán wurde im Distrikt Villa El Salvador der peruanischen Hauptstadt Lima geboren. Er wuchs bei seiner Mutter auf, da sein Vater als Kaufmann arbeitete und oft auf Geschäftsreisen war. Sein erster Verein war Deportivo Municipal, dem er im Alter von neun Jahren beitrat. Im Alter von 14 Jahren wechselte er 1999 in die Jugendabteilung des größten Fußballvereins der Stadt, Alianza Lima. Sein Profi-Debüt absolvierte er am 28. Juli 2001 gegen Deportivo Wanka im Alter von 16 Jahren. In den folgenden Spielen entwickelte sich Farfán zu einem wichtigen Spieler im Kader von Alianza und wurde 2002 zum Spieler des Jahres gewählt. Farfán gewann 2003 und 2004 die peruanische Meisterschaft und wurde 2004 zum besten Spieler des Wettbewerbs gewählt.

#### PSV Eindhoven
Im Juni 2004 wechselte er für geschätzte 3,5 Millionen € zur PSV Eindhoven und unterschrieb einen bis 2010 datierten Vertrag. Für die PSV erzielte er wichtige Tore in der Eredivisie und in der Champions League, in der man das Halbfinale in der Saison 2004/2005 erreichte. Sein erstes Champions-League-Spiel bestritt er bei der 1:0-Auswärtsniederlage gegen den FC Arsenal. Einen Monat später erzielte er sein erstes Champions-League-Tor beim 2:1-Auswärtssieg gegen den Rosenborg BK. Im Laufe der vier Jahre erzielte er wettbewerbsübergreifend 61 Tore für die PSV. Von 2005 bis 2008 wurde er viermal in Folge Niederländischer Meister und gewann 2005 auch den KNVB-Pokal.

#### FC Schalke 04
Zur Saison 2008/09 wechselte er für 10 Millionen € zum FC Schalke 04, gleichbedeutend mit dem seinerzeit teuersten Transfer der Vereinsgeschichte. Er unterschrieb einen Vierjahresvertrag. In seinem ersten Bundesligaeinsatz beim 3:3-Unentschieden im Auswärtsspiel gegen Borussia Dortmund erzielte er die 1:0-Führung per Handelfmeter. Im weiteren Verlauf etablierte er sich als einer der Leistungsträger der Mannschaft. Im April 2012 dehnte er seine Vertragslaufzeit um vier Jahre bis 2016 aus.
Trotz seiner spielerischen Qualität und großer Beliebtheit in der Fangemeinschaft sorgte Farfán des Öfteren abseits des Platzes für Aufsehen. So verlängerte er mehrmals ohne Absprache mit dem Verein seinen Urlaub, kam verspätet von Länderspielreisen zurück oder drohte seinen Vertrag bei Ausbleiben einer Gehaltserhöhung nicht zu verlängern, was ihm den Ruf eines Abzockers und Söldners in der Boulevard-Presse einbrachte.
Abgesehen von einem Kurzeinsatz am 30. Spieltag der Saison 2013/14 kam Farfán aufgrund von anhaltenden Problemen mit seinem rechten Knie bereits seit Anfang März 2014 nicht mehr zum Einsatz. Nachdem eine konservative Behandlung seiner Beschwerden ohne Erfolg geblieben war, entschied er sich zu einer Operation. Er stand bis mindestens Herbst 2014 nicht zur Verfügung und verpasste dadurch den Start der Saison 2014/15. Nach langer Verletzungspause kehrte er im März 2015 gegen Bayer 04 Leverkusen – mit Einwechslung für Max Meyer in der 78. Minute – auf das Spielfeld zurück. In den darauffolgenden Spielen wurde er häufiger eingesetzt, nahm dann allerdings nach der Saison mit der Nationalmannschaft am Turnier um die Copa América teil, anstatt seinen Trainingsrückstand aufzuholen. Dieser war neben seinem fortgeschrittenen Alter und seiner Verletzungsanfälligkeit auch ein Grund für den Transfer im Sommer 2015.

#### Al-Jazira
Im August 2015 wurde Farfán vom Erstligisten al-Jazira aus Abu Dhabi verpflichtet und mit einem Dreijahresvertrag ausgestattet.

#### Lokomotive Moskau
Am 1. April 2017 (21. Spieltag) bestritt Farfán sein erstes Pflichtspiel für den russischen Erstligisten Lokomotive Moskau, für den er auch das 1:0-Siegtor im Auswärtsspiel gegen den FK Ufa erzielte. Am 5. Mai 2018 (29. Spieltag) gewann er mit dem 1:0 im Heimspiel gegen Zenit Sankt Petersburg – einen Spieltag vor Saisonende – vorzeitig die Meisterschaft. Farfáns Vertrag lief im August 2020 aus, seitdem war er ohne Verein geblieben.

#### Alianza Lima
Nach einem halben Jahr der Vereinslosigkeit gab sein ehemaliger Verein Alianza Lima am 23. März 2021 die Rückkehr des Offensivspielers bekannt. Nach zwei Spielzeiten, in denen er – einschließlich des in Hin- und Rückspiel ausgetragenen Finales gegen Sporting Cristal – 17 Ligaspiele bestritten und zweimal die Meisterschaft gewonnen hatte, verkündete er am 16. Dezember 2022 sein Karriereende.

### Nationalmannschaft
Farfán gehörte dem peruanischen Aufgebot bei der U20-Südamerikameisterschaft 2003 in Uruguay an. Sein erstes Länderspiel für die A-Nationalmannschaft bestritt er am 23. Februar 2003 gegen die Nationalmannschaft Haitis. Der FPF gab am 9. Dezember 2007 bekannt, dass Farfán mit drei weiteren Spielern (darunter auch Claudio Pizarro, seinerzeit FC Chelsea) bis auf Weiteres aus der Nationalmannschaft suspendiert wurde. Hintergrund dieser Entscheidung ist der erhärtete Verdacht, dass sich diese Spieler nach einem WM-Qualifikationsspiel gegen die Seleção nicht an verbandsinterne Vereinbarungen gehalten und unerlaubt Alkohol zu sich genommen haben sollen. Im Sommer 2008 begnadigte der peruanische Fußballverband die Spieler jedoch; sie durften ab dem 6. Juli 2008 wieder für die Nationalmannschaft spielen. Die Rückkehr Farfáns erfolgte am 4. September 2010 in Toronto beim 2:0-Sieg im Freundschaftsspiel gegen die Nationalmannschaft Kanadas, in dem er beide Tore vorbereitete. Im Sommer 2011 sollte er zum Kader der Peruaner für das Turnier der Copa América gehören, zog sich jedoch im Training der Nationalmannschaft vor dem Wettbewerb einen Muskelfaserriss zu und musste auf die Teilnahme verzichten. Bedingt durch seine Verletzungsserien wurde er seit Herbst 2013 zunächst nicht mehr zu Spielen der Nationalmannschaft eingeladen, kehrte jedoch am 3. Juni 2015 für das Freundschaftsspiel gegen die Nationalmannschaft Mexikos auf das Spielfeld zurück. Im Turnier um die Copa América 2015, das seine Mannschaft als Dritter abschloss, gehörte er abermals dem Kader an und kam in vier Spielen zum Einsatz.
In dem Internationalen Play-off-Rückspiel gegen die Nationalmannschaft Neuseelands erzielte er beim 2:0-Sieg das erste Tor; die Nationalmannschaft Perus (zuletzt bei der WM 1982) war damit zum fünften Mal bei einer Weltmeisterschaft vertreten. Im Turnier zum Aufgebot gehörend, schied er mit seiner Mannschaft jedoch als Dritter der Gruppe C vorzeitig aus diesem aus. Farfán stand gegen Dänemark in der Startelf und wurde gegen Frankreich eingewechselt. Gegen Australien fehlte er wegen einer Gehirnerschütterung, die er sich in einem Trainingsspiel zugezogen hatte.

## Erfolge
- Peruanischer Meister 2003, 2004, 2021, 2022
- Niederländischer Meister 2005, 2006, 2007, 2008
- KNVB-Pokal-Sieger 2005
- Zweiter Deutsche Meisterschaft 2010
- DFB-Pokal-Sieger 2011
- Deutscher Supercupsieger 2011
- Russischer Meister 2018
- Russischer Pokal-Sieger 2019

## Auszeichnungen
- Peruanischer Fußballspieler des Jahres 2002, 2003, 2004, 2005, 2007, 2008, 2009, 2011, 2012, 2014

## Spielweise
Farfán gilt als sehr schneller Flügelspieler. Er gilt weniger als Vollstrecker, sondern viel mehr als ein Vorbereiter. Unzählige Flanken, Ecken oder Pässe hat er zu Schalker Toren beigesteuert, vor allem auf internationalem Parkett.
Er arbeitet häufig mit nach hinten und unterstützt so seine Außenverteidiger in der Defensivarbeit. Weitere Stärken liegen in seinen Dribblings und seinen Standards. Er ist ein sicherer Elfmeter- und Freistoßschütze. Als einer von wenigen Spielern in der Bundesliga verminderte sich seine Geschwindigkeit kaum, wenn er den Ball am Fuß führte. Farfán kann aufgrund seiner Defensivstärke auch als Außenverteidiger spielen.

## Sonstiges
Am 16. Mai 2012 wurde Farfáns drittes Kind geboren. Bei der Entbindung in Lima war er anwesend und filmte die Geburt. Er und seine langjährige Lebensgefährtin waren zuvor bereits 2007 Eltern eines gemeinsamen Sohnes geworden.